# Rienau
Rienau ist ein Teil des Ortsteils Auenheim-Rienau der Stadt Werra-Suhl-Tal im Wartburgkreis in Thüringen.

## Lage
Rienau befindet sich südöstlich von Berka/Werra an der Landesstraße 1022. Die geographische Höhe des Ortes beträgt 200 m ü. NN.

## Geschichte
Am 17. Juli 1231 wurde Rienau erstmals urkundlich erwähnt. Die Erwähnung wird auch im Klosterverzeichnis Frauensee bestätigt. Die Herren Fritz und Herrman von Heringen-Rienau hatten das Lehen inne. Dann übernahmen es die Henneberger. Mit dem Amt Frauensee kam es nach der Reformation an die Landgrafschaft Hessen-Kassel und 1816 an das Großherzogtum Sachsen-Weimar-Eisenach. Ab dem 18. Jahrhundert gehörte es den Herren von Herda.
Rienau gehörte ab 1950 zur Gemeinde Auenheim-Rienau, die 1974 nach Horschlitt, 1994 mit diesem nach Berka/Werra sowie 2019 mit diesem nach Werra-Suhl-Tal eingemeindet wurde.